# Hrušovany nad Jevišovkou
Hrušovany nad Jevišovkou är en stad i Tjeckien.   Den ligger i regionen Södra Mähren, i den sydöstra delen av landet, 200 km sydost om huvudstaden Prag. Hrušovany nad Jevišovkou ligger 179 meter över havet och antalet invånare är 3 209.
Terrängen runt Hrušovany nad Jevišovkou är platt. Runt Hrušovany nad Jevišovkou är det ganska tätbefolkat, med 56 invånare per kvadratkilometer. Närmaste större samhälle är Mikulov, 17,4 km öster om Hrušovany nad Jevišovkou. Trakten runt Hrušovany nad Jevišovkou består till största delen av jordbruksmark.